# Asas em delta

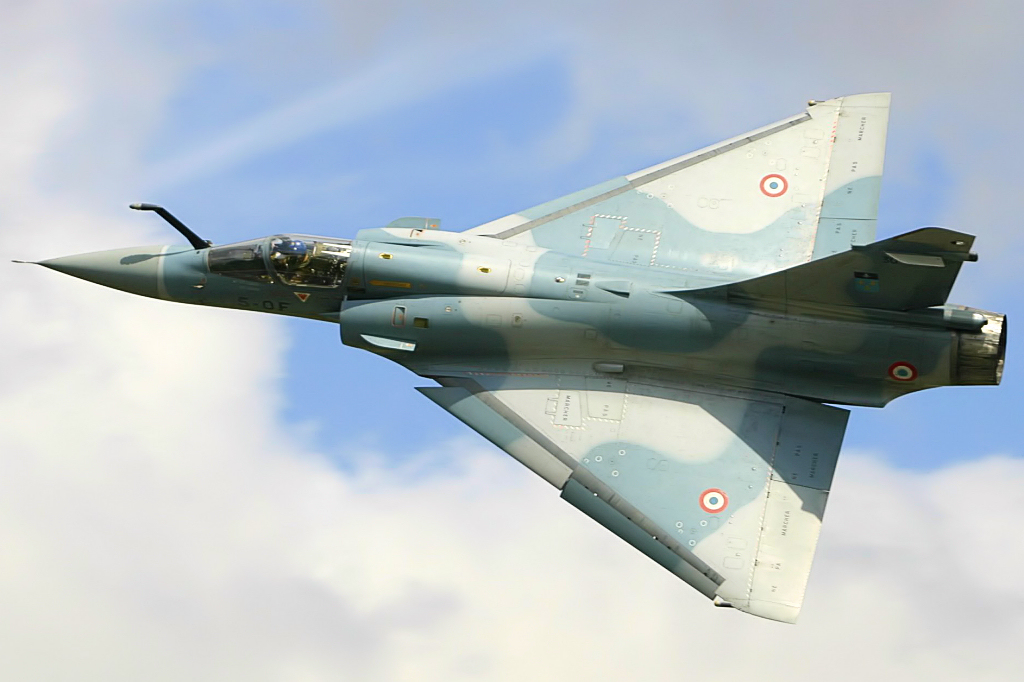
Um Dassault Mirage 2000. A série Mirage, projetada na França, é famosa por sua distinta configuração de asa delta.

Asas em delta é uma asa em forma de triângulo. É nomeada por sua semelhança na forma à letra grega delta (Δ).
Estabilizadoras triangulares para foguetes foram descritos em 1529-1556 por Conrad Haas e no século XVII por Kazimierz Siemienowicz.
Nos Estados Unidos, Robert T. Jones, a serviço da NACA durante a Segunda Guerra Mundial, desenvolveu uma teoria para asas supersônicas delta. Publicada pela primeira vez em janeiro de 1945, essa abordagem diferiu do trabalho anterior de Alexander Lippisch sobre as deltas espessas, combinando um plano delta com um perfil aerodinâmico fino. Este projeto provou ser superior e formaria a base de todos os deltas supersônicos práticos, tais como aqueles feitos primeiramente por Convair.